# Liste des églises de Chicago
Cet article concerne une liste des églises de Chicago, dans l'État de l'Illinois, aux États-Unis.
Cette liste non exhaustive des églises situées dans la ville de Chicago comprend les différents cultes catholique, protestant, orthodoxe et évangélique.

## Liste des églises par culte

### Églises catholiques
- L'église Saint-Benoît
- L'église Saint-Clément
- L'église de la Sainte-Croix
- L'église de la Sainte-Famille
- L'église Sainte-Hedwige
- La basilique Saint-Hyacinthe
- L'église de l'Immaculée-Conception
- L'église des Saints-Innocents
- L'église Sainte-Ita
- L'église Saint-Jean-de-Kenty
- L'église Saint-Josaphat
- L'église Saint-Michel
- L'église Saint-Michel-Archange
- L'église de la Nativité
- L'église Notre-Dame
- L'église Notre-Dame-du-Perpétuel-Secours
- La basilique Notre-Dame-des-Douleurs
- La basilique de la Reine-de-tous-les-Saints
- L'église Saint-Stanislas-Kostka
- L'église Saint-Viateur

### Églises protestantes
- Le Chicago Temple Building
- La Second Presbyterian Church

### Églises épiscopaliennes
- L'église de l'Épiphanie